# 완전열
호몰로지 대수학에서 완전열(完全列, 영어: exact sequence)은 한 사상의 상이 다음 사상의 핵과 일치하는, 사상들과 대상들로 구성된 열이다.

## 정의
핵과 여핵을 가지는 범주에서 완전열은 다음과 같은 꼴의 대상들과 사상들로 구성된다.
{\displaystyle \cdots \to A_{i-1}{\xrightarrow {f_{i-1}}}A_{i}{\xrightarrow {f_{i}}}A_{i+1}{\xrightarrow {f_{i+1}}}A_{i+2}\to \cdots }
이 열이 완전열을 이루려면, 인접한 사상들 각각에 대해 뒷쪽 사상의 핵과 앞쪽 사상의 상이 일치하여야 한다.
{\displaystyle \operatorname {im} f_{i-1}=\ker f_{i}}
즉,
{\displaystyle \operatorname {coker} f_{i-1}=A_{i}/\ker f_{i}}
이어야 한다.
모든 아벨 범주 (아벨 군의 범주 등)에서는 핵과 여핵이 존재하므로, 완전열을 정의할 수 있다. 군의 범주 {\displaystyle \operatorname {Grp} }는 아벨 범주가 아니지만 핵과 여핵이 존재하므로, 이 범주에서도 역시 완전열을 정의할 수 있다.

## 특수한 경우
영 대상 및 핵과 여핵이 존재하는 범주에서, 다음 명제들이 성립한다.
- 열 {\displaystyle 0\to A\to B}가 완전열이라는 것은 사상 {\displaystyle A\to B}가 단사 사상이라는 것과 동치이다.
- 열 {\displaystyle B\to C\to 0}가 완전열이라는 것은 사상 {\displaystyle B\to C}가 전사 사상이라는 것과 동치이다.
- 열 {\displaystyle 0\to A\to B\to 0}가 완전열이라는 것은 사상 {\displaystyle A\to B}가 동형 사상이라는 것과 동치이다.

## 짧은 완전열
영 대상 및 핵과 여핵이 존재하는 범주에서, 짧은 완전열(영어: short exact sequence)은 다음과 같은 모양의 완전열이다.
{\displaystyle 0\to A{\xrightarrow {f}}B{\xrightarrow {g}}C\to 0}
여기서, {\displaystyle f}는 단사 사상이며 {\displaystyle g}는 전사 사상이다. 이 경우, 다음과 같은 동형이 성립한다.
{\displaystyle C\cong B/A}

## 예
아벨 군의 범주에서, 다음과 같은 짧은 완전열을 생각하자.
{\displaystyle 0\to \mathbb {Z} {\xrightarrow {2\cdot }}\mathbb {Z} {\xrightarrow {\mod 2}}\mathbb {Z} /2\mathbb {Z} \to 0}
여기에서 0은 자명군이고, {\displaystyle \mathbb {Z} }에서 {\displaystyle \mathbb {Z} }로 가는 사상은 2배를 곱하는 것이고, {\displaystyle \mathbb {Z} }에서 {\displaystyle \mathbb {Z} /2\mathbb {Z} \simeq \{0,1\}}은 정수를 modulo 2로 정의한 것이다. 인접한 사상을 각각 살펴보면 이것이 완전열임을 알 수 있다.
- 사상 {\displaystyle 0\to \mathbb {Z} }의 상은 자명군이고, {\displaystyle \cdot 2\colon \mathbb {Z} \to \mathbb {Z} }에 대한 핵(두 배를 해서 0이 되는 수들의 부분집합) 또한 자명군이다. 따라서 첫 번째 {\displaystyle \mathbb {Z} }에서 열은 완전열이다.
- {\displaystyle \cdot 2\colon \mathbb {Z} \to \mathbb {Z} }의 상은 짝수의 부분군 {\displaystyle 2\mathbb {Z} }이며, {\displaystyle {\bmod {2}}\colon \mathbb {Z} \to \mathbb {Z} }의 핵 또한 짝수의 부분군 {\displaystyle 2\mathbb {Z} }이다. 따라서, 두 번째 {\displaystyle \mathbb {Z} }에 대해서도 완전열이다.
- {\displaystyle {\bmod {2}}\colon \mathbb {Z} \to \mathbb {Z} }에 대한 상은 {\displaystyle \mathbb {Z} /2\mathbb {Z} }이고, 0으로 가는 상의 핵도 {\displaystyle \mathbb {Z} /2\mathbb {Z} }이기 때문에, 열은 {\displaystyle \mathbb {Z} /2\mathbb {Z} }에서도 완전열이다.

## 같이 보기
- 분할 완전열
- 뱀 보조정리
- 지그재그 보조정리